# Punta Gran Gabe
La Punta Gran Gabe (Pointe Grand Gabe in francese) è una montagna delle Alpi Biellesi alta 2.328 m. Si trova tra la Valle Cervo e la Valle del Lys.
Sul punto culminante convergono i confini del comune di Fontainemore e delle isole amministrative montane dei comuni di Sagliano Micca e Andorno Micca.

## Descrizione
È una montagna dalla sommità roccioso-detritica appartenente al crinale che dalla Punta Tre Vescovi prosegue verso sud dividendo il Biellese dalla Valle del Lys. 
È separata dalla Punta della Gragliasca dal Colle della Gragliasca, mentre una depressione senza nome a quota 2.285 m la divide dalla Punta Lac-Long.
Sulla carta IGM 1:25.000 viene indicata come "Punta Gragliasca", anche se da tempo le pubblicazioni escursionistiche nonché la cartografia ufficiale della Provincia di Biella attribuiscono il nome di "Punta della Gragliasca" alla sommità quotata 2.397 m che sorge circa 600 m a nord del colle stesso.
Il versante valdostano della montagna è compreso nella Riserva naturale Mont Mars.

## Alpinismo e escursionismo

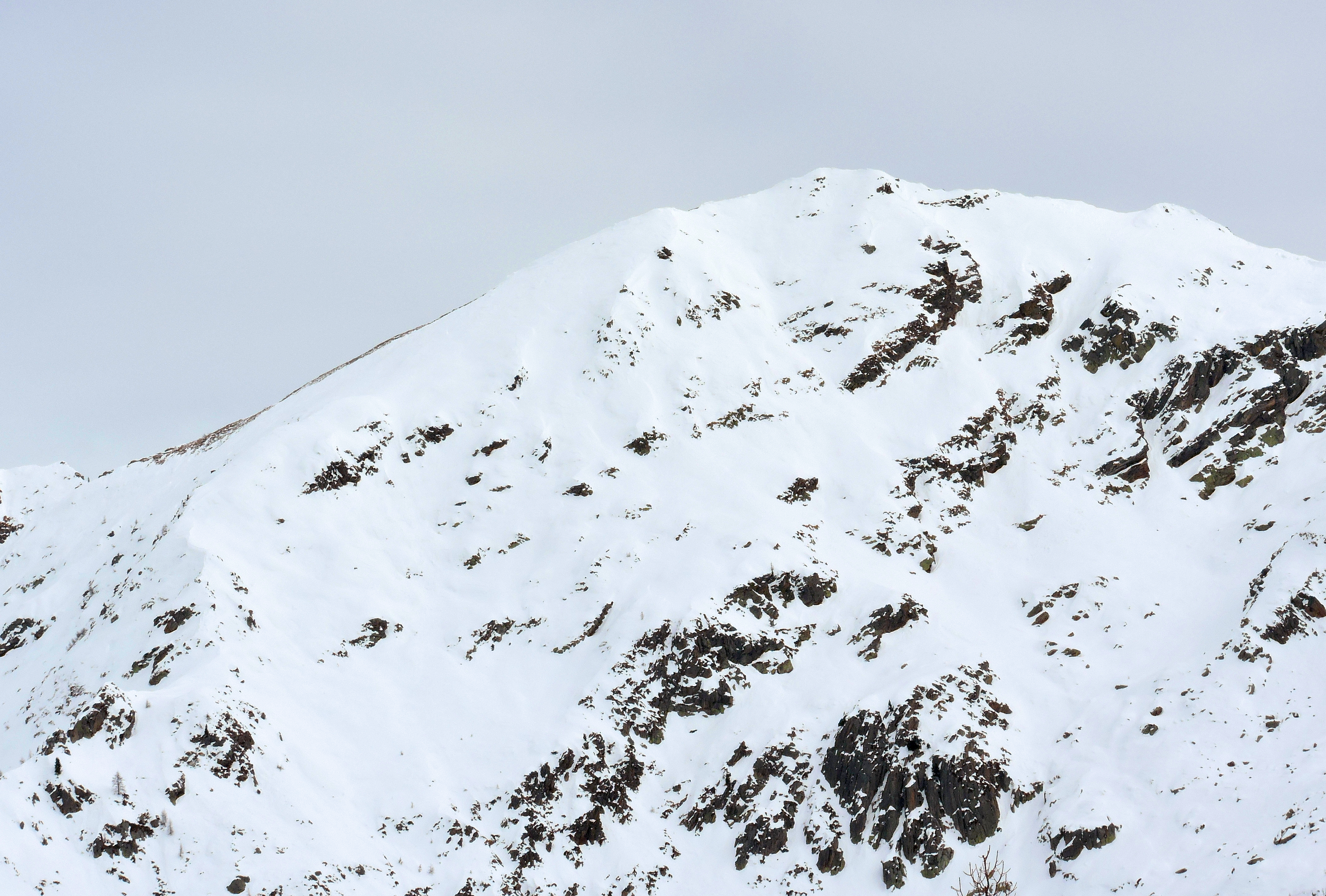
Il Gran Gabe d'inverno visto dal versante valdostano

La via di accesso più comunemente seguita percorre la cresta nord-ovest a partire dal Colle della Gragliasca, ed è classificata "EEA" (per "escursionisti esperti attrezzati"), in quanto supera con l'aiuto di corde fisse un tratto di crinale piuttosto esposto e disagevole.
Il Colle della Gragliasca è invece facilmente accessibile (anche se con un dislivello notevole) per una mulattiera dalla frazione Pillaz di Fontainemore oppure da Rosazza. 
Per il crinale spartiacque Cervo-Lys transita l'Alta Via delle Alpi Biellesi, un trekking con caratteristiche in parte alpinistiche.